# Жапери
Жапери (порт. Japeri)  —  муниципалитет в Бразилии, входит в штат Рио-де-Жанейро. Составная часть мезорегиона Агломерация Рио-де-Жанейро. Входит в экономико-статистический  микрорегион Рио-де-Жанейро. Население составляет 93 197 человек на 2007 год. Занимает площадь 82,954 км². Плотность населения — 1123,5 чел./км².
Праздник города —  30 июня.

## История
Город основан 30 июля 1991 года.

## Статистика
- Валовой внутренний продукт на 2005 год составляет 397 233 mil реалов (данные: Бразильский институт географии и статистики).
- Валовой внутренний продукт на душу населения на 2005 год составляет 4215,00 реалов (данные: Бразильский институт географии и статистики).
- Индекс развития человеческого потенциала на 2000 год составляет 0,724 (данные: Программа развития ООН).

## География
Климат местности: тропический. В соответствии с классификацией Кёппена, климат относится к категории Aw.